# Bailliage de Bellinzone
1503–1798
Entités suivantes :
- Canton de Bellinzone

Le bailliage de Bellinzone est un des bailliages communs italiens sujets des cantons d'Uri, Schwytz et Nidwald. Il correspond à l'actuel district de Bellinzone (canton du Tessin).

## Histoire
Créé en 1503, le bailliage a été intégré en 1798 au canton de Bellinzone de la République helvétique. Celui-ci a été supprimé par l'Acte de Médiation de 1803 et l'ensemble intégré au nouveau canton du Tessin.

## Baillis
Le bailli était nommé pour deux ans.